# Феим Чаушев
Феим Юсеинов Чаушев е български политик, заместник-министър на външните работи в правителството на Сергей Станишев (2005 – 2008) и заместник-министър на младежта и спорта в правителството (2003 – 2005) на Симеон Сакскобургготски.

## Биография
Чаушев е роден на 1 март 1944 г. в село Рибино, Крумовградско. По време на Възродителния процес (кампанията за смяна на имената на българските турци) имената му са принудително променени на Петър Юриев Чаушев. По време на тази кампания баща му се самоубива.
Има магистърски степени по социални науки от Академията за обществени науки в София и по счетоводство и контрол от Стопанската академия „Димитър А. Ценов“ в Свищов и УНСС. Специализира в института „Карл Маркс“ в Лайпциг, ГДР. 
От 1984 до 1988 г. е помощник по политическите и протоколните въпроси в отдел „Международна дейност“ на Института за съвременни социални теории (в АОНСУ), София. В периода 1989 – 1993 г. работи в различни дирекции на Министерството на външните работи като първи секретар, съветник и пълномощен министър. От 1993 до 1997 г. е ръководител на дипломатическото бюро на България в Берлин.
От 1998 до 2001 г. е съветник по външнополитическите въпроси на Централния съвет на Движението за права и свободи. През периода 2001 – 2002 е член на Съвета по евроинтеграция към президента на Република България. От януари 2003 до август 2005 г. е заместник-министър на младежта и спорта. От август 2005 г. е заместник-министър на външните работи.
Подава оставка през март 2008 г. след скандал с двойната му самоличност – по документи с имената му по паспорт Петър Чаушев има участия във фирми, които не е декларирал в данъчната си декларация.
Задържан е на 8 март 2011 г. като посредник при получаване на откуп за краден автомобил. На 20 януари 2012 г. Софийският районен съд постановява ефективна присъда от 3 години и 6 месеца затвор за Феим Чаушев по обвинение, че е съдействал да върне откраднат автомобил на турски бизнесмен.
Феим Чаушев владее турски, немски и руски език. Женен е, има дъщеря.